# Західна схизма

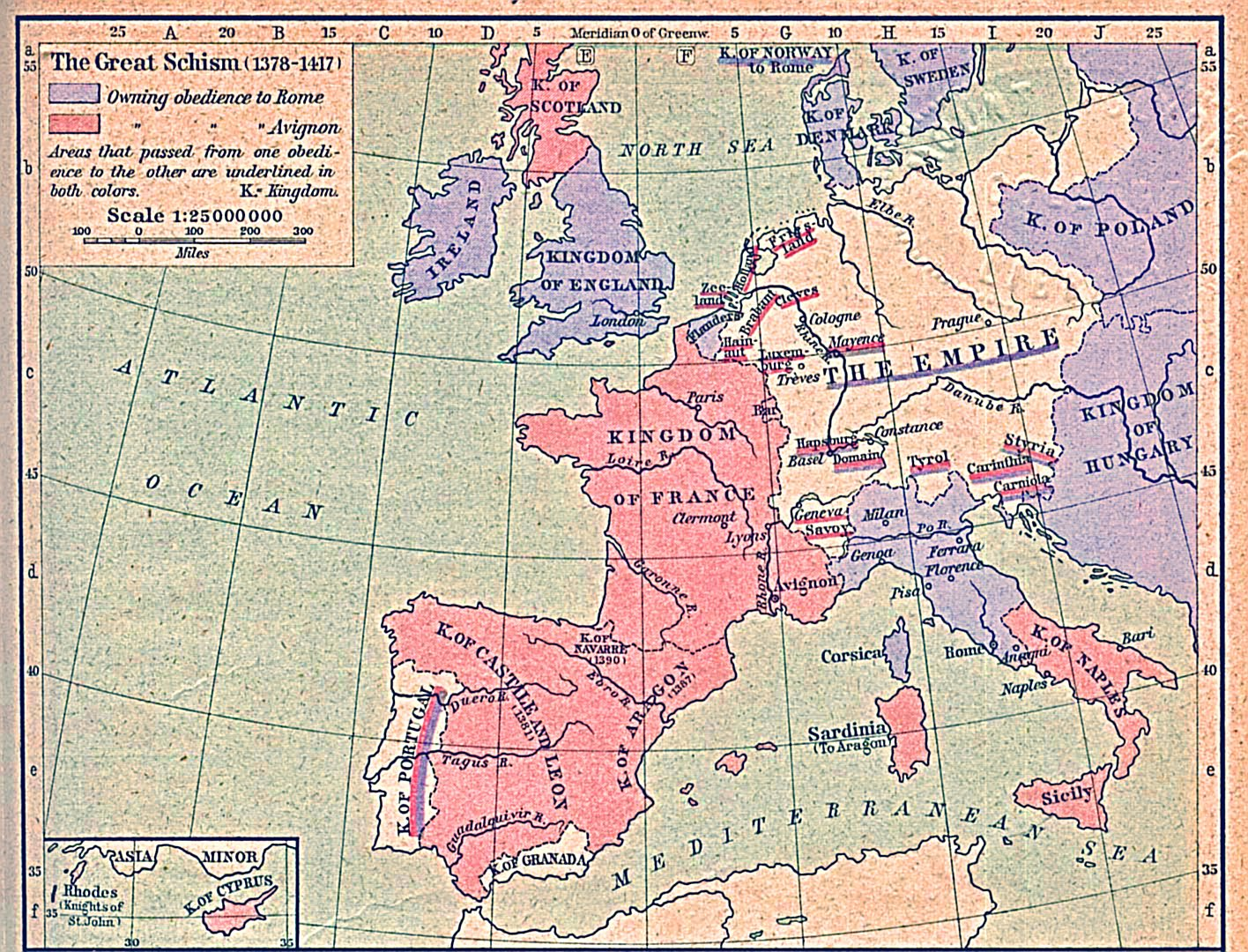
Історична карта Західної схизми: червоним позначені країни — прибічники Авіньйону, синім — Риму

Західна схизма або Папська схизма (також відома як Велика схизма західного християнства) — розкол у римо-католицькій церкві (1378–1417). На час її закінчення три особи одночасно вважали себе справжнім папою Римським. Розкол, причиною якого були радше політичні, а не теологічні суперечки, закінчився на Констанцькому соборі (1414—1418).

## Причини розколу
Розкол Західної церкви (1378-1417) був результатом повернення папи Римського Григорія XI у 1377 році до Риму, що знаменувало закінчення Авіньйонського полону.
Після смерті Григорія XI римляни збунтувались, бажаючи забезпечити обрання новим папою саме римлянина. Кардинали, побоюючись можливих утисків з боку небажаного для них папи, в 1378 році обрали архієпископа Барі, Бартоломео Пріньяні, який прийняв ім'я Урбан VI. Новий папа був хорошим адміністратором папської канцелярії в Авіньйоні, проте виявився підозріливим, владолюбним і схильним до насильства понтифіком. Тому кардинали скасували своє рішення, більшість з них переїхали до Ананьї, де 20 вересня того ж року обрали папою єпископа Женеви Роберта, який прийняв ім'я Климента VII і відновив папський двір в Авіньйоні.
Цей конфлікт швидко переріс з церковної суперечки в дипломатичну кризу, яка поділила Європу. Світські монархи вибрали собі зручнішого папу:
| Авіньйон | Рим |
| --- | --- |
| Французьке королівство, Арагонське королівство, Королівство Кастилії і Леону, Кіпрське королівство, Бургундське герцогство, Савойське графство, Неаполітанське королівство і Шотландське королівство визнавали представника Авіньйону; | Данське королівство, Англійське королівство, Фландрське графство, Священна Римська імперія, Угорське королівство, Північна Італія, Манор Ірландія, Норвезьке королівство, Польське королівство і Шведське королівство визнавали представника Риму. |

На Іберійському півострові у той час тривали династичні війни, а тому опоненти визнавали різних пап Римських.
- 1382 року за умовами Елваського договору авіньйонських пап визнала Португалія.

## Поява третього папи
Католики покладали надію на вихід із ситуації на собор у італійському місті Піза (1409), в якому погодилися взяти участь обидві сторони, але жоден із пап — ані Григорій ХІІ («римська» лінія), ані Бенедикт XIII («авіньйонська» лінія) — на собор не прибули. Собор заочно змістив з престолу обох понтифіків та 26 червня 1409 обрав нового — Олександра V. Це збільшило кількість пап до трьох і додало «пізанську» лінію папства.

## Подолання схизми
11 листопада 1417 року в Констанці завершився початий ще 1414 року собор, який поклав край «Великий схизмі». Один з пап — Григорій XII — задовольнився кардинальським титулом; другий — Іоанн XXIII — утік з собору, був арештований і позбавлений влади; а третього — Бенедикта XIII — довелося позбавити влади заочно, оскільки дістатися до нього в Авіньйоні було неможливо. Новим папою був обраний представник римської знаті Оддо Колона, який узяв собі ім'я Мартин V. На початку собору він був звичайним мирянином і пройшов всі церковні ієрархічні ступені за час проведення собору.